# Mistrovství světa v malém fotbale žen FIF7 2021
Mistrovství světa v malém fotbale žen FIF7 2021 bylo 3. ročníkem Mistrovství světa v malém fotbale žen FIF7 a konalo se v brazilském městě Rio de Janeiro v období od 24. do 28. listopadu 2021. Zúčastnilo se ho 7 týmů, které byly rozděleny do dvou skupin (jedné čtyřčlenné, druhé tříčlenné). Ze skupiny pak postoupily první celky rovnou do semifinále a celky na zbylých místech do čtvrtfinále. Vyřazovací fáze zahrnovala 6 zápasů. Ve finále zvítězily reprezentantky Ruska, které porazily výběr Brazílie 4:2 a zabránily tak Brazilkám získat zlatý hattrick.

## Stadion
Turnaj se odehrál na jednom stadionu v jednom hostitelském městě: Olympijský park (Rio de Janeiro). 

## Skupinová fáze
Čas každého zápasu je uveden v lokálním čase.
| Vysvětlivky                     |
| ------------------------------- |
| Tým postupující do semifinále   |
| Tým postupující do čtvrtfinále  |
| Vítěz zápasu je tučně zvýrazněn |

### Skupina A
| Tým       | Z | V | R | P | VG | IG | +/− | B |
| --------- | - | - | - | - | -- | -- | --- | - |
| Brazílie  | 3 | 3 | 0 | 0 | 18 | 3  | +15 | 9 |
| Chile     | 3 | 1 | 1 | 1 | 13 | 9  | +4  | 4 |
| Argentina | 3 | 1 | 1 | 1 | 13 | 11 | +2  | 4 |
| Ekvádor   | 3 | 0 | 0 | 3 | 2  | 23 | −21 | 0 |

| 24. listopadu 2021 19:45                                               |       |         |                                  |
| Brazílie                                                               | 8 : 0 | Ekvádor | Olympijský park (Rio de Janeiro) |
| Helô 6', 9' Tati Bueno 7' Isis 11', 18' Bruna 28' Marques 42' Nega 43' |       |         | Olympijský park (Rio de Janeiro) |

| 25. listopadu 2021 9:00                                           |       |                                                                              |                                  |
| Chile                                                             | 4 : 4 | Argentina                                                                    | Olympijský park (Rio de Janeiro) |
| Valentina Macaya 1', 14' Scarleth Diazová 37' Mariana Tiznado 43' |       | Evelin Marisolová Algarañasová 44', 45', 49' Angela Cecilia Guerrerová 50+3' | Olympijský park (Rio de Janeiro) |

| 25. listopadu 2021 16:30 |       |                            |                                  |
| Argentina | 7 : 1 | Ekvádor                    | Olympijský park (Rio de Janeiro) |
| Evelin Marisolová Algarañasová 1', 14' Tatiana Colisnechencová 2', 25+2' Martina Vieitesová Zcurraová 25' Marina Daniela Testaová 33' Angela Cecilia Guerrerová 34' |       | Sonia Ferrinová 19' (pen.) | Olympijský park (Rio de Janeiro) |

| 25. listopadu 2021 20:15 |       |                                                                    |                                  |
| Chile                    | 1 : 4 | Brazílie                                                           | Olympijský park (Rio de Janeiro) |
| Lineth Silva 15' (pen.)  |       | Thais 1' Jéssica Getúlio 7' Natália 17' Valentina Macaya 33' (vl.) | Olympijský park (Rio de Janeiro) |

| 26. listopadu 2021 9:00 |       | |                                  |
| Ekvádor                 | 1 : 8 | Chile | Olympijský park (Rio de Janeiro) |
| Pamela Terán 34'        |       | Lineth Silva 11' Valentina Macaya 20', 33' Sofia Casanova 39', 44' Francesca Acuña 41' Mariana Tiznado 47', 50' | Olympijský park (Rio de Janeiro) |

| 26. listopadu 2021 10:15                                            |       |                                         |                                  |
| Brazílie                                                            | 6 : 2 | Argentina                               | Olympijský park (Rio de Janeiro) |
| Helô 4' Jéssica Getúlio 6' Lai 10' Isis 25+1' Monique 34' Bruna 46' |       | Evelin Marisolová Algarañasová 21', 49' | Olympijský park (Rio de Janeiro) |

### Skupina B
| Tým      | Z | V | R | P | VG | IG | +/− | B |
| -------- | - | - | - | - | -- | -- | --- | - |
| Rusko    | 2 | 2 | 0 | 0 | 7  | 2  | +5  | 6 |
| Mexiko   | 2 | 1 | 0 | 1 | 6  | 5  | +1  | 3 |
| Kolumbie | 2 | 0 | 0 | 2 | 3  | 9  | −6  | 0 |

| 24. listopadu 2021 18:30                |       |                                                                     |                                  |
| Kolumbie                                | 2 : 5 | Mexiko                                                              | Olympijský park (Rio de Janeiro) |
| Ramirezová 13' Alexandra Pelo 27' (vl.) |       | Alexandra Pelo 1' Bora 36' Andréa 43', 50+1' Jesus Sánchézová 50+3' | Olympijský park (Rio de Janeiro) |

| 25. listopadu 2021 12:45 |       |                                                                    |                                  |
| Mexiko                   | 1 : 3 | Rusko                                                              | Olympijský park (Rio de Janeiro) |
| Pela Sosa 50+1'          |       | Elena Terekhová 4' Tatiana Skotniková 29' Jekatěrina Komraková 32' | Olympijský park (Rio de Janeiro) |

| 26. listopadu 2021 11:30                                                                    |       |                |                                  |
| Rusko                                                                                       | 4 : 1 | Kolumbie       | Olympijský park (Rio de Janeiro) |
| Oksana Songerlainenová 1' Anna Černyaková 6' Anastasia Efimová 11' Viktoria Gabaraevová 18' |       | Jenny Sosa 40' | Olympijský park (Rio de Janeiro) |

## Vyřazovací fáze
|  | Čtvrtfinále                         | Čtvrtfinále                         |                                     |          | Semifinále  | Semifinále  |  |  | Finále                              | Finále |
|  |                                     |                                     |                                     |          |             |             |  |  |                                     |        |
|  |                                     |                                     |                                     |          |             |             |  |  |                                     |        |
|  |                                     |                                     |                                     |          |             |             |  |  |                                     |        |
|  | Rusko                               | *                                   |                                     |          |             |             |  |  |                                     |        |
|  | Rusko                               | *                                   | 27. listopadu 2021 - Rio de Janeiro |          |             |             |  |  |                                     |        |
|  | postup přímo do semifinále          | *                                   |                                     |          |             |             |  |  |                                     |        |
|  | postup přímo do semifinále          | *                                   | Rusko                               | 7        |             |             |  |  |                                     |        |
|  | 26. listopadu 2021 - Rio de Janeiro |                                     | Rusko                               | 7        |             |             |  |  |                                     |        |
|  |                                     | Kolumbie                            | 1                                   |          |             |             |  |  |                                     |        |
|  | Kolumbie                            | Kolumbie                            | 1                                   | 2        |             |             |  |  |                                     |        |
|  | Kolumbie                            |                                     | 28. listopadu 2021 - Rio de Janeiro | 2        |             |             |  |  |                                     |        |
|  | Chile                               | 1                                   |                                     |          |             |             |  |  |                                     |        |
|  | Chile                               | 1                                   | Rusko                               | 4        |             |             |  |  |                                     |        |
|  |                                     |                                     | Rusko                               | 4        |             |             |  |  |                                     |        |
|  |                                     | Brazílie                            | 2                                   |          |             |             |  |  |                                     |        |
|  | Brazílie                            | Brazílie                            | 2                                   | *        |             |             |  |  |                                     |        |
|  | Brazílie                            | 27. listopadu 2021 - Rio de Janeiro |                                     | *        |             |             |  |  |                                     |        |
|  | postup přímo do semifinále          | *                                   |                                     |          |             |             |  |  |                                     |        |
|  | postup přímo do semifinále          | *                                   | Brazílie                            | 3 (3)    | Třetí místo | Třetí místo |  |  |                                     |        |
|  | 26. listopadu 2021 - Rio de Janeiro |                                     | Brazílie                            | 3 (3)    | Třetí místo | Třetí místo |  |  |                                     |        |
|  |                                     | Mexiko                              | 3 (1)                               |          |             |             |  |  |                                     |        |
|  | Mexiko                              | Mexiko                              | 3 (1)                               | 8        | Mexiko      | 6           |  |  |                                     |        |
|  | Mexiko                              |                                     |                                     | 8        | Mexiko      | 6           |  |  |                                     |        |
|  | Argentina                           | 1                                   |                                     | Kolumbie | 1           |             |  |  |                                     |        |
|  | Argentina                           | 1                                   |                                     |          | 1           |             |  |  |                                     |        |
|  |                                     |                                     |                                     |          |             |             |  |  | 28. listopadu 2021 - Rio de Janeiro |        |
|  |                                     |                                     |                                     |          |             |             |  |  |                                     |        |

#### Čtvrtfinále
| 26. listopadu 2021 17:45 |       |                             |                                  |
| Chile                    | 1 : 2 | Kolumbie                    | Olympijský park (Rio de Janeiro) |
| Lineth Silva 31' (pen.)  |       | Natalia Riverosová 14', 39' | Olympijský park (Rio de Janeiro) |

| 26. listopadu 2021 19:00                                                                      |       |                                           |                                  |
| Mexiko                                                                                        | 8 : 1 | Argentina                                 | Olympijský park (Rio de Janeiro) |
| Chikita 9', 10' Alexia Marca 28' Valéria Livre 39', 43' Seti Calderónová 45' Ursulla 48', 50' |       | Evelin Marisolová Algarañasová 36' (pen.) | Olympijský park (Rio de Janeiro) |

#### Semifinále
| 27. listopadu 2021 9:00 |       |                |                                  |
| Rusko | 7 : 1 | Kolumbie       | Olympijský park (Rio de Janeiro) |
| Tatiana Skotniková 5' Anasatasia Efimová 9' Yuli Ularteová 26' Elena Terekhová 33' Veronika Naumová 38' Oksana Songerlainenová 48' Viktroria Gabaraevová 50+2' |       | Jenny Sosa 30' | Olympijský park (Rio de Janeiro) |

| 27. listopadu 2021 10:10 |       |                                                  |                                  |
| Brazílie                 | 3 : 3 | Mexiko                                           | Olympijský park (Rio de Janeiro) |
| Helô 5', 50+3' Thais 17' |       | Loudresová 40' Valéria Livre 42' Pela Sosa 50+1' | Olympijský park (Rio de Janeiro) |

|                                  |       | Penaltový rozstřel   |  |
| Thais Jéssica Getúlio Tati Bueno | 3 : 1 | Loudresová Pela Sosa |  |

#### O 3. místo
| 28. listopadu 2021 8:30                                                            |       |                       |                                  |
| Mexiko                                                                             | 6 : 1 | Kolumbie              | Olympijský park (Rio de Janeiro) |
| Loudresová 5' Chikita 28' Jovana Bogarová 36', 38' Jesus Sánchézová 40' Andréa 43' |       | Marika Restrepová 37' | Olympijský park (Rio de Janeiro) |

#### Finále
| 28. listopadu 2021 11:00                                            |       |                     |                                  |
| Rusko                                                               | 4 : 2 | Brazílie            | Olympijský park (Rio de Janeiro) |
| Tatiana Ljubová 12' Tatiana Skotniková 39' Elena Terekhová 46', 49' |       | Marques 1' Patty 3' | Olympijský park (Rio de Janeiro) |